# ウォラストン諸島

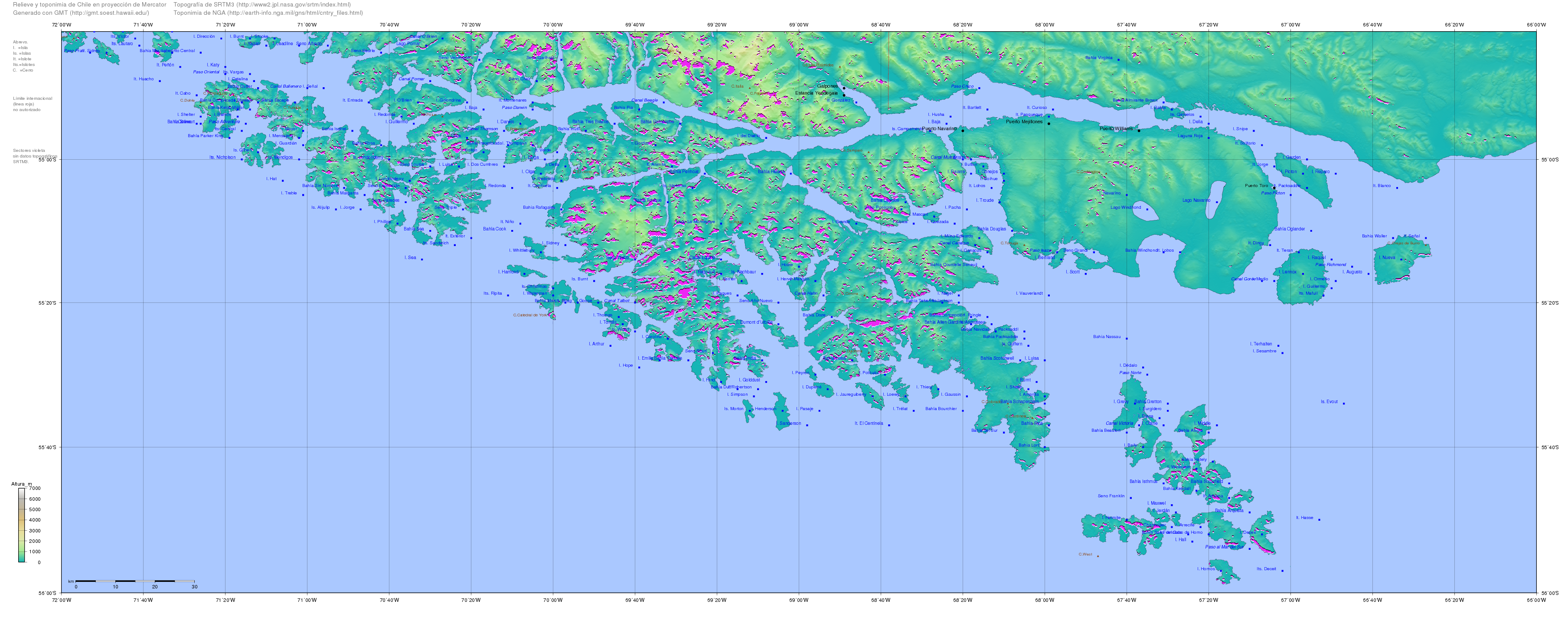
ディエゴ・ラミレス諸島を除くビーグル水道以南の島々。小さい島の名前も確認できる。スペイン語表記。

ウォラストン諸島（ウォラストンしょとう、スペイン語: Islas Wollaston、英語: Wollaston Islands）は、チリ最南部にある諸島で、ナバリノ島の南、ホーン岬（オルノス岬）の北、オステ島の東に位置する。ウォラストン諸島は、北からグレヴィ島(西: Isla Grevy)、ベイリー島(西: Isla Bayly)、ウォラストン島(西: Isla Wollaston)、フレシネト島(西: Isla Freycinet)、および周辺の小島（Dédalo、Surgidero、Diana、Otarie、Middle、およびAdriana の各島）からなる。ウラストン諸島のカタカナ表記もみられる。ウォラストン諸島は、カボ・デ・オルノス国立公園の一部を形成する。

## 地理
ウォラストン諸島は、フランクリン海峡(西: Canal Franklin)によって隔てられたエルミテ諸島の北に位置する。ウォラストン諸島の東に位置するTerhalten、Sesambre、Evout、およびBarnevelt の各島は、ウォラストン諸島の一部とはみなされない。ウォラストン諸島の北はナッサウ湾である。

## 歴史
ウォラストン諸島は、イギリス海軍士官ヘンリー・フォスターによって1829年から1831年の間に名付けられた。その名はイギリスの科学者ウィリアム・ハイド・ウォラストンに因んでいる。先住したヤーガン族の言語、ヤーガン語における元々の地名はYachkusin（"島々の場所"の意）であった。ヤーガン族は、ティエラ・デル・フエゴ（フエゴ諸島）の中央部からホーン岬にかけて住んでいた。数多くの地名は19世紀におけるイギリスの権益を反映している。
19世紀後半、ウォラストン諸島には英国聖公会の南米伝道協会のヤーガン族に対する布教拠点が置かれたことがあった。
チリとアルゼンチンが独立を達成した後、チリとアルゼンチンはこの地域における権利を強く主張した。1881年のチリ・アルゼンチン国境条約において、ビーグル水道以南の島々はチリへ割譲されたが、1904年、アルゼンチンはこれらの島々の領有を主張した。1978年、アルゼンチンはホーン岬周辺の島々を占領しその後のチリの出方次第で第2局面において作戦を停止するかないしは敵対行動を継続するかというソベラニア作戦（"主権作戦"）を開始したものの、わずか数時間でその侵攻作戦は中止された。1982年、フォークランド侵攻（フォークランド紛争を参照）後にも、アルゼンチン政府はビーグル水道以南の島々への侵攻を再度計画したことがあった。

ホーン岬周辺。グレヴィ島(Isla Grevy)、ベイリー島(Isla Bayly)、ウォラストン島(Isla Wollaston)、フレシネト島(Isla Freycinet)